# シンフェロポリ (小惑星)
シンフェロポリ (2141 Simferopol) は小惑星帯に位置する小惑星である。ソビエト連邦の天文学者タマラ・スミルノワが発見した。
ウクライナのクリミア自治共和国の首都、シンフェロポリ (Сімферополь) から命名された。